# Drapeau de la Semana Grande de Saint-Sébastien
Le Drapeau de la Grande Semaine de Saint-Sébastien (Bandera de la Semana Grande de San Sebastián en castillan) est une compétition d'aviron de mer (traînières) qui n'a eu lieu qu'une fois, à Saint-Sébastien (province basque du Guipuscoa) en 1985.

## Histoire
À l'occasion des festivités de la Grande Semaine de Saint-Sébastien a eu lieu une régate de traînières à laquelle ont pris part onze bateaux, le 14 août 1985. Il a en outre servi à connaitre l'équipage donostiarra (gentilé basque de Saint-Sébastien) obtiendrait sa classification directe pour La Concha. C'est le club Ur-Kirolak qui se qualifiera pour ce fameux drapeau tant convoité.

## Résultats
| Place | Nom                     | Temps          |
| ----- | ----------------------- | -------------- |
| 1er   | Kaiku                   | 21 min 34 s 04 |
| 2e    | Ur-Kirolak              | 21 min 42 s 40 |
| 3e    | Zierbena                | 21 min 42 s 47 |
| 4e    | Donostia Arraun Lagunak | 22 min 04 s 95 |
| 5e    | San Pedro               | 22 min 25 s 70 |
| 6e    | Iberia                  | 22 min 26 s 60 |
| 7e    | Getaria                 | 22 min 33 s 47 |
| 8e    | Castro-Urdiales         | 22 min 40 s 29 |
| 9e    | Zarautz                 | 23 min 07 s 12 |
| 10e   | Fortuna                 | 23 min 57 s 61 |
| 11e   | Carasa                  | 25 min 17 s 78 |

### Sources
- (es) Cet article est partiellement ou en totalité issu de l’article de Wikipédia en espagnol intitulé « Bandera de la Semana Grande de San Sebastián » (voir la liste des auteurs).